# Упоне (Варезе)
Упоне је насеље у Италији у округу Варезе, региону Ломбардија.
Према процени из 2011. у насељу је живело 430 становника. Насеље се налази на надморској висини од 236 м.